# Pterolophia obliquelineata
Pterolophia obliquelineata là một loài bọ cánh cứng trong họ Cerambycidae.